# Communauté de communes du Loir
La communauté de communes du Loir est une ancienne communauté de communes française située dans le département de Maine-et-Loire et la région Pays de la Loire.
Elle se situait dans la région du Baugeois et faisait partie du syndicat mixte pôle métropolitain Loire Angers.

## Historique
La communauté de communes est créée en 2000 par arrêté préfectoral du 16 décembre 1999.
En 2010, ses statuts sont modifiés pour y insérer la politique en faveur de la jeunesse, par substitution du syndicat intercommunal à vocation multiple de Huillé-Lézigné pour l’exercice de la compétence « jeunesse ».
Le 1er janvier 2016, quatre des communes de la communauté (Beauvau, Chaumont-d'Anjou, Jarzé et Lué-en-Baugeois) se regroupent pour former la commune nouvelle de Jarzé Villages.
Le schéma départemental de coopération intercommunale de Maine-et-Loire, approuvé le 22 janvier 2016 par la commission départementale de coopération intercommunale, envisage la fusion de la communauté de communes du Loir avec les communautés de communes de Loir-et-Sarthe et des Portes-de-l'Anjou à partir du 1er janvier 2017.
Elle fusionne le 31 décembre 2016 au sein de la communauté de communes Anjou Loir et Sarthe.

## Territoire communautaire

### Géographie
La communauté de communes du Loir se situe au nord-est de l'agglomération d'Angers, à l'ouest du Baugeois.
Sa superficie est de près de 204 km2 (20 393 hectares), et son altitude varie de 15 mètres (Corzé, Montreuil-sur-Loir et Seiches-sur-le-Loir) à 101 mètres (Jarzé).

### Composition
La communauté de communes du Loir regroupait dix communes :
| Nom                         | Code Insee | Gentilé       | Superficie (km2) | Population (dernière pop. légale) | Densité (hab./km2) |
| --------------------------- | ---------- | ------------- | ---------------- | --------------------------------- | ------------------ |
| Seiches-sur-le-Loir (siège) | 49333      | Seichois      | 28,83            | 2 978 (2014)                      | 103                |
| La Chapelle-Saint-Laud      | 49076      | Capellaudains | 10,63            | 730 (2014)                        | 69                 |
| Cornillé-les-Caves          | 49107      | Cornillois    | 10,38            | 466 (2014)                        | 45                 |
| Corzé                       | 49110      | Corzéens      | 31,49            | 1 757 (2014)                      | 56                 |
| Huillé                      | 49159      | Huilléens     | 12,53            | 544 (2014)                        | 43                 |
| Jarzé Villages              | 49163      |               | 60,50            | 2 756 (2014)                      | 46                 |
| Lézigné                     | 49174      | Lézignéens    | 9,30             | 774 (2014)                        | 83                 |
| Marcé                       | 49188      | Marcéens      | 21,09            | 852 (2014)                        | 40                 |
| Montreuil-sur-Loir          | 49216      | Monsteriolais | 11,99            | 526 (2014)                        | 44                 |
| Sermaise                    | 49334      | Sermaisiens   | 7,19             | 300 (2014)                        | 42                 |

## Administration

### Siège
Le siège de la communauté de communes est situé rue de la Blaisonnière à Seiches-sur-le-Loir.

### Les élus
La communauté de communes est gérée par un conseil communautaire composé de 31 membres représentant chacune des communes membres et élus pour une durée de six ans.
Ils sont répartis comme suit :
| Nombre de délégués | Communes                                                                              |
| ------------------ | ------------------------------------------------------------------------------------- |
| 1                  | Sermaise                                                                              |
| 2                  | La Chapelle-Saint-Laud, Cornillé-les-Caves, Huillé Lézigné, Marcé, Montreuil-sur-Loir |
| 4                  | Corzé                                                                                 |
| 7                  | Jarzé Villages, Seiches-sur-le-Loir                                                   |

### Bureau communautaire
Le bureau communautaire se compose du président, de 6 vice-présidents et de 6 autres conseillers communautaires.

### Présidence
Le conseil communautaire élit un président pour une durée de six ans.
| Période                                  | Période | Identité           | Étiquette | Qualité                                                                                                  |
| ---------------------------------------- | ------- | ------------------ | --------- | --- |
| 2000                                     | 2008    | André Lainard      | DVG       | Maire de Seiches-sur-le-Loir (1989-2008) Conseiller général du Canton de Seiches-sur-le-Loir (2001-2008) |
| 2008                                     | 2014    | Jean-Claude Chupin | PS        | Maire de Montreuil-sur-Loir                                                                              |
| 2014                                     | 2016    | Marc Bérardi       |           | Maire de Beauveau                                                                                        |
| Les données manquantes sont à compléter. |         |                    |           | |

### Compétences

#### Compétences obligatoires
- Les actions en matière de développement économique
- Les actions au niveau de l’aménagement de l’espace communautaire

#### Compétences optionnelles
- Politique du logement social et actions en faveur du logement des personnes défavorisées
- Protection et mise en valeur de l’environnement

#### Compétences facultatives
- Actions sociales
- Assainissement
- Convention de mandat
- Culture
- Hydraulique
- Tourisme et loisirs

## Population

### Démographie
| 2000 | 2002 | 2004 | 2006   | 2009   | 2012   | 2013   |
| ---- | ---- | ---- | ------ | ------ | ------ | ------ |
| -    | -    | -    | 10 741 | 11 149 | 11 418 | 11 559 |

### Logement
On comptait en 2009, sur le territoire de la communauté de communes, 4 898 logements, pour un total sur le département de 360 144. 88 % étaient des résidences principales, et 68 % des ménages en étaient propriétaires.

### Revenus
En 2010, le revenu fiscal médian par ménage sur la communauté de communes était de 17 863 €, pour une moyenne sur le département de 17 632 €.

## Économie
Sur 794 établissements présents sur l'intercommunalité à fin 2010, 23 % relevaient du secteur de l'agriculture (pour 17 % sur l'ensemble du département), 8 % relevaient du secteur de l'industrie, 12 % du secteur de la construction, 46 % du secteur du commerce et des services (pour 53 % sur le département) et 11 % de celui de l'administration et de la santé.